# Воробиенко, Пётр Петрович
Пётр Петрович Воробиенко (род. 1942) — советский и украинский учёный, доктор технических наук (2002), профессор (1980); член-корреспондент Национальной академии педагогических наук Украины (НАПНУ, 2010), действительный член Академии связи Украины и Всемирной академии комплексной безопасности.
Автор более 200 научных работ, в том числе 8 монографий, 25 учебников и учебных пособий; также имеет 16 патентов на изобретения.

## Биография
Родился 29 августа 1942 в городе Константиновка Донецкой области Украинской ССР.
В 1965 году с отличием окончил Одесский электротехнический институт связи имени А. С. Попова (в настоящее время Одесская национальная академия связи имени А. С. Попова). Оставшись работать в родном вузе, 1965 по 1977 год прошёл ступени ассистента, аспиранта, младшего научного сотрудника, доцента.
В 1972 году защитил кандидатскую диссертацию на тему «Вопросы синтеза гираторных RC-цепей». В 1978—1995 годах являлся заведующим кафедрой теории электрических цепей. После распада СССР остался на Украине и в течение 1996—2001 годов был проректором по научной работе, а с 2001 по 2020 год — ректором Одесской национальной академии связи им. А. С. Попова. В 2002 году защитил докторскую диссертацию на тему «Методи моделювання, аналізу і оптимізації засобів і систем телекомунікацій».
Основные направления научной деятельности П. П. Воробиенко — теория электрических цепей, теория инфокоммуникаций, проблемы взаимодействия открытых систем, защита информации. Он основал научное направление — инфокоммуникологию — о законах движения информации и её влиянии на человека и общество в целом. Научные разработки Воробиенко касаются теории телекоммуникационных сетей и сетевых технологий, электрических цепей и защиты информации. Она является главным редактор научных сборников «Труды Одесской национальной академия связи имени А. С. Попова» и «Цифровые технологии».
Пётр Воробиенко — лауреат Государственной премии Украины в области науки и техники (2009), Заслуженный работник образования Украины (2002), Почетный связист Украины (2000). Его заслуги отмечены также Почетным знаком Государственного комитета связи Украины и Почетным знаком Министерства связи Украины.